# Wilhelm Wassmuss

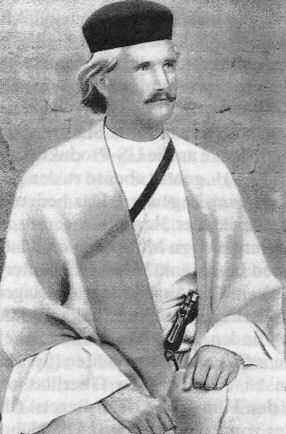
Wilhelm Wassmuss (1915)

Wilhelm Wassmuss de fapt: Waßmuß, (n. 14 februarie 1880, Ohlendorf (Salzgitter) - d. 29 noiembrie 1931, Berlin) a fost un diplomat german.
Deși oficial neutră, Persia [ astăzi Iran ], era de fapt divizată în două zone de influență : a Rusiei și a Marii Britanii - forțele rusești ocupând orașe în nord, britanicii țărmul sudic al golfului, iar între ele era o zonă tampon.
În acest potențial butoi cu pulbere ajunge, în ianuarie 1915, Wilhelm Wassmuss, fostul consul german în portul Bushehr. Cunoscător al limbii și obiceiurilor triburilor persane, Wassmuss are ca misiune ațâțarea urii împotriva britanicilor pentru a provoca o revoltă. Aceasta i-ar fi obligat pe britanici să retragă trupe de pe alte fronturi și, eventual, ar fi permis o înaintare germano-turcă spre India. Datorită eforturilor lui Wassmus și ale altor agenți din interior, influența germană devine curând predominantă. Dar două invazii turcești în Persia, la începutul anului 1916, sunt respinse de ruși, iar în martie, britanicii îl trimit pe Sir Percy Sykes să organizeze o forță locală capabilă să restabilească ordinea în sud. Rămânând fără fonduri, Wassmuss își încheie misiunea în toamna anului 1917. La acea dată, turcii se retrăseseră din Persia, revoluția bolsevică pusese capăt intervenției rusești, iar în Persia domnea haosul. La sfărșitul războiului, în noiembrie 1918, țara era controlată de Marea Britanie. În anul următor aceasta semna cu Persia un tratat care îi asigura supremația.
Cât despre Wassmuss, revenind copleșit și înfrânt acasă, la Berlin, el ajunge cu tristețe la concluzia că eforturile sale nu ajunseseră în nici un fel cauza independenței persane.